# 抄截 (美式足球)
抄截（英語：interception）是美式足球术语，也用于加式足球、室內美式足球等其他烤盤足球。根据NFL的规则，当进攻方的向前传球、向后传球或掉球在未触地之前被界内的防守球员接到，视作抄截。
当抄截发生后，该档（drive）继续进行直至出现死球，接球的原防守方队员可以立即反过来进行进攻推进，而原进攻方则要对其防守。防守方可以通过抄截实现回攻達陣。如果抄截发生于一般的档，回攻达阵得6分；如果抄截发生于两分转换，回攻达阵得2分。
在数据统计中，抄截被简记为INT。对于传球的攻方球员和截球的守方球员，只有向前传球被计入抄截；而向后传球和掉球则被计入掉球（fumble）。对于攻方的预定接球者，从不记录该数据，即便是由此人失误造成的抄截。

## 举例
- 第四十三届超级碗中，匹兹堡钢人的詹姆斯·哈里森（英语：James Harrison (American football)）在己方端区抄截传球，并完成了100码的回攻达阵，创造了超级碗单次推进码数记录（后在2013年被打破）。[3]

- 第四十九屆超級盃的最后时刻，西雅图海鹰推进到达阵区前仅剩1码，二档传球被新英格兰爱国者的角卫马尔科姆·巴特勒抄截，直接失去球权，无缘冠军。[4]

- 第五十一届超级碗上半场最后阶段，亞特蘭大獵鷹角卫罗伯特·阿尔福德（英语：Robert Alford (American football)）抄截新英格兰爱国者汤姆·布雷迪的传球，并完成82码的回攻达阵，使比分扩大到21-0，也为之后的大逆转埋下伏笔。[5]